# SpaceX載人1號
SpaceX載人1號（英文：SpaceX Crew-1，又稱為USCV-1或簡稱Crew-1）將是天龍號太空船2號的首次正式載人航天任務，也是其在獲得飛行器合格證之前的第二次載人軌道飛行，是美國太空總署商業載人計劃的一部份。此次任務所用的飛船為載人飛龍號太空船C207，於9月29日被任務組員命名為堅韌號（resilience），在2020年11月15日從甘迺迪太空中心LC-39A的獵鷹9號上發射，它將搭載遠征64任務的所有成員包括NASA太空人邁克爾·霍普金斯(Michael S. Hopkins)、维克多·格洛弗和香農·沃克(Shannon Walker)以及日本宇宙航空研究開發機構太空人野口聰一。
Crew-1將是商業載人計劃中向國際太空站的首次飛行任務，此任務於2012年由美國國家航空航天局命名為“USCV-1”，並比原訂於的2016年11月發射的日期推遲了數次。此次飛行任務預計將持續210天，並且預計堅韌號將通過海面濺落的方式返回地球，以再用於未來的另一次飛行任務。
因為還沒有足夠的飛龍號載具，目前聯盟號航天器仍被指定為任務的後備載具。

## 背景
美國國家航空航天局商業載人計劃的第一個任務最初於2012年11月宣佈並被命名為“USCV-1”，預定發射日期在2016年11月。在2013年3月下旬至4月上旬，宣布發射將推遲一年，直至2017年11月。截至2020年8月中旬，確定發射日期為2020年10月23日。在2020年9月28日，此任務推遲到2020年10月31日。最後被推遲到2019年和2020年，分別等待無人和載人示範任務的成功。在載人天龍號太空船示範2號之後，暫定將機組1安排在2020年9月。根據國際太空站機組人員輪換和貨運任務的安排，又發生了進一步的延誤，後來因為擔心梅林發動機出現問題而再次延期。自2020年11月14日起，發射時間定於2020年11月16日世界標準時間（UTC）（美國東部時間2020年11月15日）。
2020年9月29日，任務指揮官邁克爾·霍普金斯（Michael Hopkins）在NASA的一次新聞發布會上透露，該太空艙已被命名為“堅韌號”。發射的現場直播將從T-3小時19分鐘開始。由於正在進行中的COVID-19大流行，甘迺迪太空中心的遊客中心將僅允許少數人至現場觀看發射。

## 乘員
NASA太空人邁克爾·霍普金斯和維克托·格洛弗於2018年8月3日被宣佈為機組人員。2020年3月31日，日本宇宙航空研究開發機構太空人野口聰一和第三位NASA宇航員香農·沃克被添加到機組人員中。
| 岗位      | 太空人                                 | 太空人                                 |
| --------- | -------------------------------------- | -------------------------------------- |
| 指揮官    | 邁克爾·霍普金斯, NASA 遠征64 第2次飞行 | 邁克爾·霍普金斯, NASA 遠征64 第2次飞行 |
| 飛行員    | 维克多·格洛弗, NASA 遠征64 第1次飞行   | 维克多·格洛弗, NASA 遠征64 第1次飞行   |
| 任務專員1 | 野口聰一, JAXA 遠征64 第3次飞行        | 野口聰一, JAXA 遠征64 第3次飞行        |
| 任務專員2 | 香農·沃克, NASA 遠征64 第2次飞行       | 香農·沃克, NASA 遠征64 第2次飞行       |

| 岗位   | 太空人                                          | 太空人                                          |
| ------ | ----------------------------------------------- | ----------------------------------------------- |
| 指揮官 | 凱爾·林格倫 (Kjell N. Lindgren), NASA 第2次飞行 | 凱爾·林格倫 (Kjell N. Lindgren), NASA 第2次飞行 |

## 任務
堅韌號於2020年11月17日(UTC)停靠在和谐号节点舱(Harmony module)上的國際停靠適配舱（IDA）。在執行任務的過程中，四名宇航員與聯盟號MS-17任務的三名宇航員一起生活和工作。

## 返回地球
SpaceX載人1號在国际空间站停留约半年后，于美国东部时间2021年5月1日20时35分脱离国际空间站。美国东部时间5月2日2时57分，飞船降落至佛罗里达州附近的墨西哥湾。